# Freundschaftsbrücke (Deutschland–Frankreich)

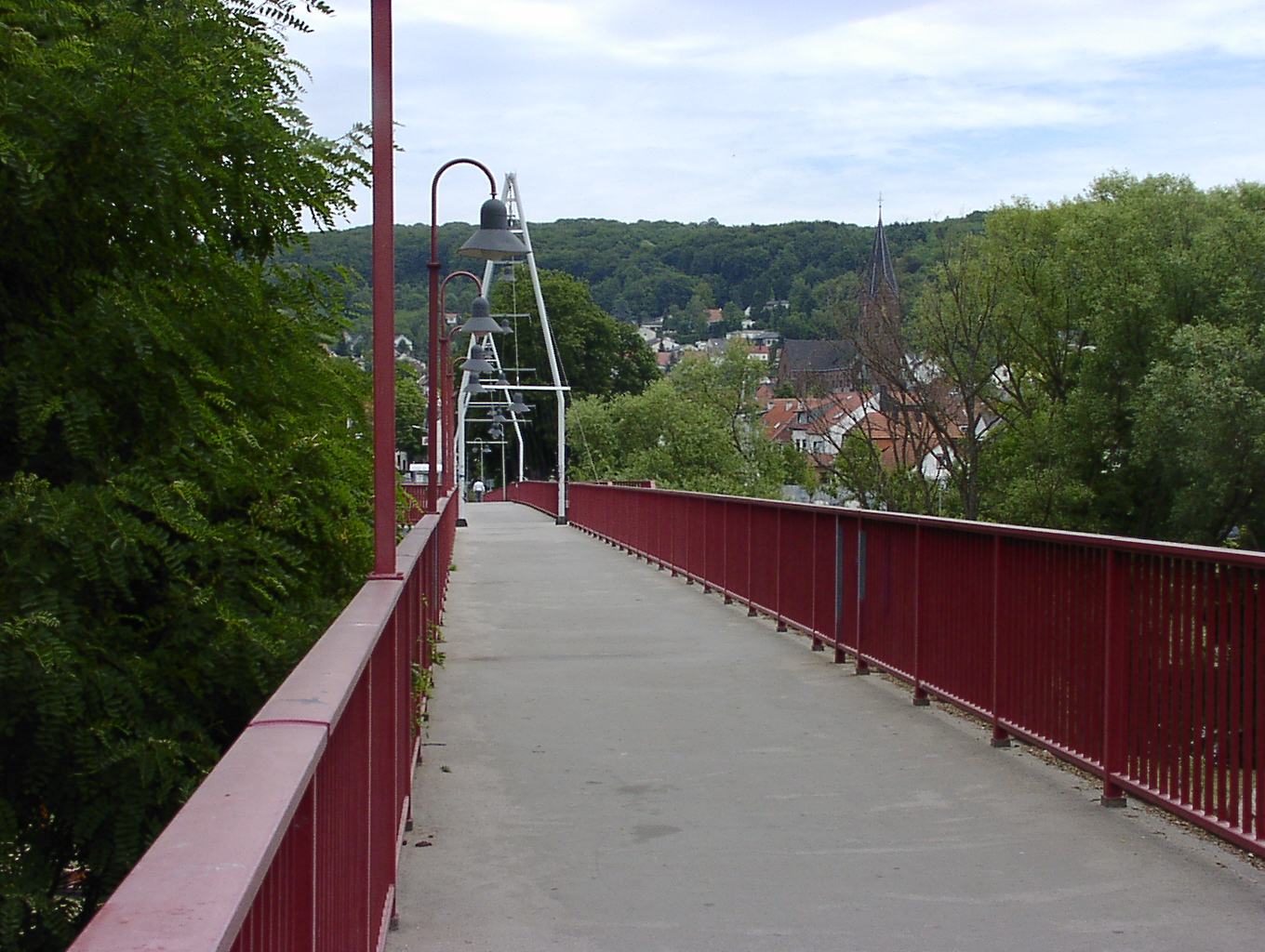
Die neue Freundschaftsbrücke von 1993

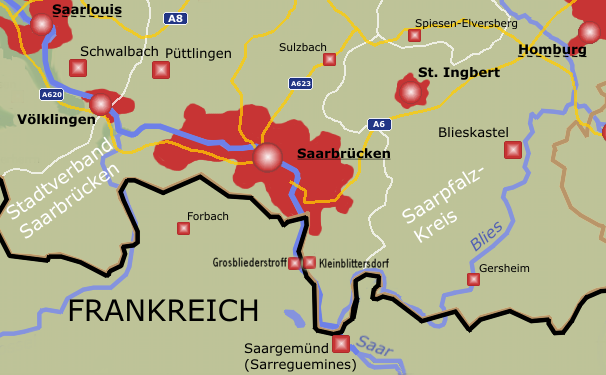
Lage der Gemeinden
Grosbliederstroff und Kleinblittersdorf

Die Freundschaftsbrücke (französisch Pont de l’amitié) überquert südlich von Saarbrücken die Saar und verbindet die heutzutage saarländische Gemeinde Kleinblittersdorf mit dem lothringischen Grosbliederstroff (Großblittersdorf).
Die Idee zu einer Brücke zwischen den beiden jahrhundertelang zusammengehörenden Orten entstand bereits in den 1860er Jahren, realisiert wurde sie erst 1880. Zu Beginn des Zweiten Weltkrieges zerstört, wurde sie 1964 neu errichtet. Ihr heutiger Bau, eine reine Fußgängerbrücke, entstand 1993.
Sie besticht weder durch architektonische Kühnheit noch durch rekordverdächtige Ausmaße. Dafür lässt sich an ihrer wechselvollen Geschichte die Entwicklung des deutsch-französischen Verhältnisses von der „Erbfeindschaft“ zur engen Partnerschaft innerhalb der Europäischen Union ablesen, wie sie insbesondere seit Inkrafttreten des Élysée-Vertrages von 1963 entstand. Teilweise war die Brücke Grenzübergang zwischen Frankreich und Deutschland, dazwischen hatte sie zeitweise immer wieder den Charakter eines innerdeutschen beziehungsweise innerfranzösischen Bauwerks.

## Die erste Brücke von 1880

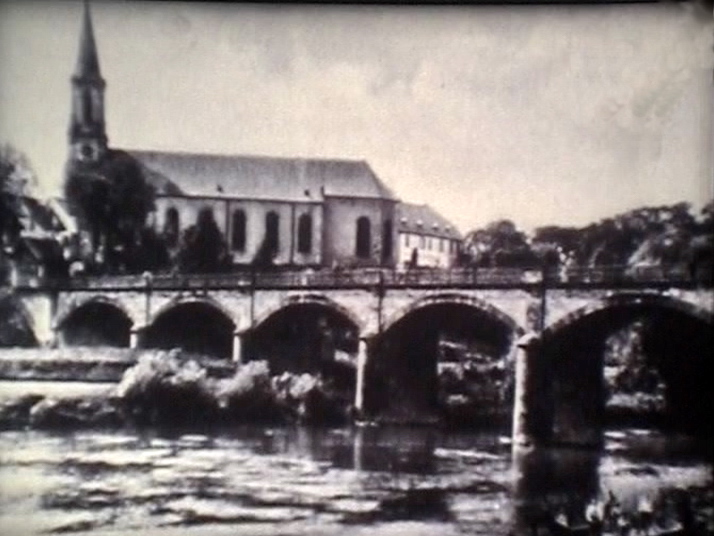
Fünfbogige Brückenkonstruktion aus Stein, 1880–1939

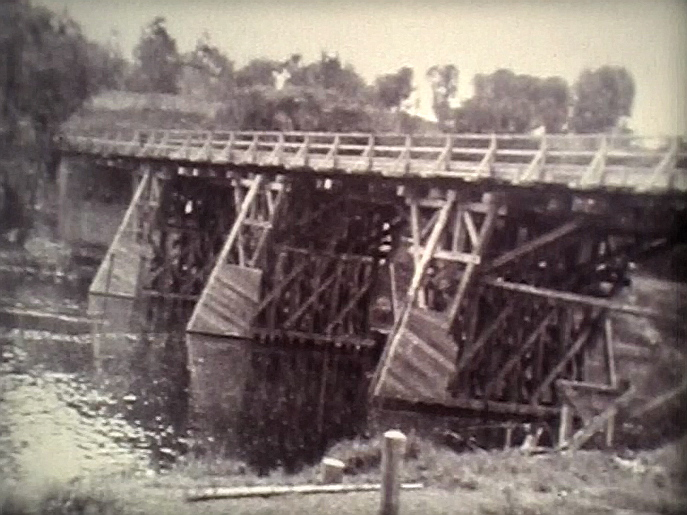
Hölzerne Behelfsbrücke 1940–1944

Groß- und Kleinblittersdorf waren in Mittelalter und früher Neuzeit lediglich zwei an gegenüberliegenden Ufern der Saar liegende Teile des im Jahr 777 erstmals urkundlich erwähnten lothringischen Ortes Bliederstorff. Die Präfixe Groß- bzw. Klein- für die beiden Ortsteile tauchten erstmals Ende des 16. Jahrhunderts auf und waren lediglich ein Indikator für die unterschiedliche Einwohnerzahl. Durch die Beschlüsse des Wiener Kongresses seit 1815 getrennt, gehörten beide Ortsteile nach dem Deutsch-Französischen Krieg ab 1871 zum Deutschen Reich, wenn auch zu unterschiedlichen Teilstaaten (G. zum Reichsland Elsaß-Lothringen, K. zur preußischen Rheinprovinz). Ab 1919 war Großblittersdorf wieder eine Gemeinde in Frankreich, während Kleinblittersdorf infolge des Versailler Vertrages im völkerbundverwalteten Saargebiet und ab 1935 im Dritten Reich lag. Von 1940 bis zum Ende des Zweiten Weltkriegs wieder gemeinsam im deutschen Herrschaftsbereich gelegen, folgte bis 1956 – wie schon von 1919 bis 1935 – erneut eine Zeit, in der beide Orte unter französischem Einfluss standen: Grosbliederstroff, wie es nun hieß, als Gemeinde im Département Moselle, Kleinblittersdorf im teilautonomen Saarland, das aufgrund des Saarvertrages zum 1. Januar 1957 in die Bundesrepublik Deutschland eingegliedert wurde.
| Zeit | Grosbliederstroff (Westufer)              | Grenze                        | Brücke                        | Kleinblittersdorf (Ostufer)       |
| ---- | ----------------------------------------- | ----------------------------- | ----------------------------- | --------------------------------- |
| 1852 | Frankreich                                | Zollgrenze souveräner Staaten | Keine Brücke                  | Preußen                           |
| 1871 | Deutsches Reich (Elsaß-Lothringen)        |                               | Keine Brücke                  | Deutsches Reich (Rheinprovinz)    |
| 1880 | Deutsches Reich (Elsaß-Lothringen)        | Brücke von 1880               |                               | Deutsches Reich (Rheinprovinz)    |
| 1918 | Frankreich                                | Brücke von 1880               | Zoll- union                   | Saargebiet (Völkerbundverwaltung) |
| 1935 | Frankreich                                | Brücke von 1880               | Zollgrenze souveräner Staaten | Deutsches Reich (Gau Westmark)    |
| 1939 | Frankreich                                | Brücke gesprengt              | Zollgrenze souveräner Staaten | Deutsches Reich (Gau Westmark)    |
| 1940 | Deutsches Reich (Gau Westmark) annektiert |                               | Behelfsbrücke 1940–1944       | Deutsches Reich (Gau Westmark)    |
| 1945 | Frankreich                                | Zoll- union                   | Keine Brücke                  | Saarland (teilautonom)            |
| 1957 | Frankreich                                | Zollgrenze souveräner Staaten | Keine Brücke                  | Deutschland                       |
| 1964 | Frankreich                                | Zollgrenze souveräner Staaten | Brücke von 1964               | Deutschland                       |
| 1985 | Frankreich                                | Schengen-Abkommen             | Brücke von 1964               | Deutschland                       |

In Mittelalter und früher Neuzeit hat es offenbar keinerlei bauliche Flussquerung gegeben. Es ist anzunehmen, dass die seinerzeit noch nicht kanalisierte Saar zwischen den Ortsteilen anfangs mithilfe einer Furt und später eines Fährmanns mit seinem Nachen überquert wurde. Erst ab dem Jahr 1868 nahm die Idee einer Brücke an dieser Stelle Gestalt an, wobei man den Vorteil nutzen wollte, einen Pfeiler auf einer kleinen Flussinsel zwischen der Saar und dem 1862–1879 erbauten, parallel verlaufenden Schleusenkanal (einem Teilstück des Saarkanals) zu errichten. Wiederholte diesbezügliche Initiativen des Grosbliederstroffer Bürgermeisters stießen bei der Präfektur in Metz jedoch auf Ablehnung. Ob es Versuche gegeben hat, auch mit den am östlichen Saarufer zuständigen preußischen Behörden Kontakt aufzunehmen, ist nicht bekannt. Bald nach dem Krieg von 1870/71 begannen diese allerdings mit der konkreten Planung des Vorhabens; der Bedarf an einer weiteren Flussquerung zwischen Saarbrücken und Saargemünd war offenbar groß genug, weil viele Arbeiter aus den links der Saar liegenden Orten eine Anstellung in den Fabriken des heutigen südöstlichen Saarbrücker Stadtteils Brebach fanden. Außerdem war die Saar kein Grenzfluss mehr, sondern lag auf deutschem Staatsgebiet, so dass etwaige Befürchtungen deutscher Militärstellen, ein solches Bauwerk erleichtere den Truppen des „Erbfeinds Frankreich“ den Übergang auf deutsches Gebiet, gegenstandslos geworden waren.
Im August 1879 erhielt die Firma Richart Schmidt in Luisenthal den Auftrag zum Bau einer steinernen Bogenbrücke mit sechs Pfeilern, am 1. Oktober 1880 wurde diese – obwohl bei der Einweihung noch kein Geländer installiert war – zunächst für Fußgänger und ab Januar 1881 auch für Fuhrwerke freigegeben. Ein Teil der Baukosten sollte durch Entrichtung eines „Brückenpfennigs“ gedeckt werden; dazu wurden an beiden Brückenköpfen Zahlstellengebäude errichtet. Berufspendler des westlichen Saarufers hatten nunmehr Zugang zum Kleinblittersdorfer Bahnhof an der verkehrswichtigen Eisenbahnlinie Saarbrücken-Saargemünd, der jetzt im Vergleich zum bisherigen Fährbetrieb um einiges bequemer und schneller erreichbar war. Anderen Bewohnern bot der neue Übergang willkommene Gelegenheit für Besorgungen und Besuche im anderen Ortsteil.
Am 9. September 1939, kurz nach dem Ausbruch des Zweiten Weltkriegs, sprengte das französische Militär die Brücke, um für den Fall eines deutschen Angriffs zwischen Westwall und Maginot-Linie die Saarüberquerung zu erschweren. Als Deutschland ein halbes Jahr später tatsächlich Frankreich angriff, errichteten Wehrmachtsangehörige an dieser Stelle eine hölzerne Behelfsbrücke, die sie nach der alliierten Landung in Frankreich in der zweiten Jahreshälfte 1944 gleichfalls wieder zerstörten.

## Die „Freundschaftsbrücke“
Nach Kriegsende verband viele Jahre lang wieder nur eine kleine Personenfähre die Schwesterorte, und an diesem Zustand änderte sich anfangs auch wenig, trotz der deutsch-französischen Annäherung, die sich insbesondere seit der Europa-Erklärung Jean Monnets am 9. Mai 1950 im Rahmen der westeuropäischen Integration vollzog und durch die praktische Kooperation in Europarat (Beitritt der Bundesrepublik Deutschland: 1951), Montanunion (ab 1952) und Europäischer Wirtschaftsgemeinschaft (ab 1958) intensivierte. In der Wiederaufbauzeit stand der Brückenneubau und damit ein zusätzlicher, fester Grenzübergang – noch dazu einer, der so nahe an Saarbrücken lag – weder in der Präfektur in Metz noch bei den saarländischen Regierungen unter Ministerpräsident Hoffmann und seinen Nachfolgern auf der politischen Tagesordnung.

### Die Brücke von 1964

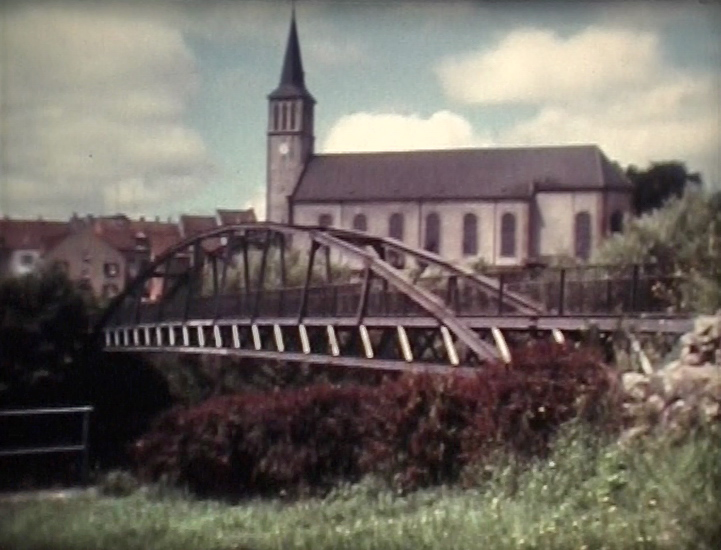
Die Freundschaftsbrücke 1964–1993 von deutscher Seite aus. Im Hintergrund Saint-Innocent, Grosbliederstroff

Dies änderte sich erst, als Bundeskanzler Adenauer und Staatspräsident de Gaulle im Januar 1963 den als Élysée-Vertrag bekannt gewordenen deutsch-französischen Freundschaftsvertrag unterzeichneten. Dieses Abkommen, das neben außen- und sicherheitspolitischen auch Themen der Jugend- und Kulturpolitik regelte, erleichterte zusammen mit der Schaffung eines gemeinsamen Jugendwerks zugleich eine Vielzahl von grenzüberschreitenden Initiativen auf regionaler und lokaler Ebene. So gingen Kleinblittersdorf und Grosbliederstroff nicht nur früh eine offizielle Städtepartnerschaft ein, sondern erreichten, dass 1964 eine neue Saarbrücke zwischen ihnen errichtet und ein neuer Grenzübergang eröffnet wurde. Ganz neu war diese Brücke allerdings nicht; vielmehr führte man den Brückenkörper des „Kummerstegs“, einer etwa 4 Meter breiten Stahlbogenbrücke, die bis Anfang 1962 in der Landeshauptstadt stand und durch einen Neubau (Wilhelm-Heinrich-Brücke) ersetzt worden war, einer neuen Bestimmung zu. Da die Brücke zu kurz war, wurde das letzte Teilstück über den parallel zur Saar verlaufenden Saarkanal auf der französischen Seite aus einer nur etwa zwei Meter breiten Holz-Stahl-Konstruktion angebaut. An dieser Stelle erfolgte 1981 ein weiterer Umbau. Die Vergrößerung der unterfahrbaren Höhe ermöglicht die Passage größerer Binnenschiffe bis Sarreguemines durch den Kanal an der ansonsten hier nicht schiffbaren Saar vorbei.
Die offizielle Bezeichnung „Freundschaftsbrücke“ bzw. „Pont de l’amitié“ trägt die Brücke allerdings erst seit 1968.

### Die Brücke von 1993
Bedingt durch das hohe Alter der Brücke erwies sich bald die weitere Instandhaltung der Stahlbogenkonstruktion als unwirtschaftlich. Als reine Fußgängerbrücke ausgelegt, hatte die Freundschaftsbrücke ohnehin nur innerörtliche Bedeutung besessen. Da sämtliche für den Kraftverkehr geeigneten Grenzübergänge nach Frankreich bei Rilchingen-Hanweiler und Saarbrücken-Güdingen weit entfernt liegen und zudem Ortsdurchfahrten erforderlich machen, wurde schon in den 1970er Jahren die Notwendigkeit erkannt, den grenzüberschreitenden Güter- und Personenverkehr an dieser Stelle zu erleichtern. Die Lösung brachte die 1983 fertiggestellte Abt-Fulrad-Brücke, eine Straßenbrücke, welche nur wenige Kilometer südlich bei Auersmacher die Saar quert und die B 51 mit der parallel dazu am Westufer verlaufenden Route Nationale 61 bzw. der Départementale 31 bis (Zubringer zur Autobahn Saarbrücken–Paris bei Forbach) verbindet. Außerdem erforderte das kürzlich fertiggestellte Bauprojekt Ortsumgehung B 51 der Gemeinde Kleinblittersdorf mit einem Straßenverlauf unterhalb der alten Brücke eine größere Durchfahrtshöhe. Dies waren die Rahmenbedingungen für den notwendigen Erneuerungsbau der fußläufigen Verbindung beider Ortskerne. Baubeginn war Ende 1992, die Einweihung erfolgte am 12. September 1993 durch die Bürgermeister Günther Brettar (Kleinblittersdorf) und Jean Jung (Grosbliederstroff) sowie den saarländischen Umweltminister Jo Leinen. Die nur wenige Meter entfernte alte Brücke wurde erst anschließend abgebrochen, damit die täglich etwa 800 Passanten den Übergang auch während der Bauzeit nutzen konnten.
Das neue dreifeldrige Brückenbauwerk hat bei einer Breite von 3,5 m eine Länge von 140,2 m und besteht aus einer Strom- und einer Vorlandbrücke. Die Strombrücke weist Stützweiten von 58,8 m und 65,9 m auf. Sie besitzt einen gevouteten Stahlverbundüberbau mit einem Hohlkastenquerschnitt, dessen Konstruktionshöhe zwischen 1,5 m am Widerlager und 3,5 m über dem Strompfeiler variiert. Die Vorlandbrücke hat eine Stützweite von 14,2 m und einen Stahlbetonüberbau. Die Baukosten beliefen sich auf 4 Mio. DM. Die Büros Andree aus Dillingen und Dincher aus Saarbrücken waren für die architektonische Planung, die Firmen Modernbau (damals eine Tochter von Bilfinger + Berger) und Dillinger Stahlbau für die Ausführung zuständig.
Die sehr filigrane Brücke wirkt durch ihre bordeauxrot gestrichenen Metallgeländer und die historisierend gewölbten Lichtmasten mit ihren glockenförmigen Lampen als Blickfang. Diesen Eindruck verstärken zwei silbrige, spitzbogenförmige, nichttragende Leichtmetall-Pylonen, die den Gehweg wie zwei gotisch geformte Torbögen überragen. Zwischen ihren Spitzen sind an einem Tragseil weitere Lampen aufgehängt, die zusätzlich den verbindenden Charakter des Bauwerks symbolisieren sollen. Aus baurechtlichen Gründen steht der Pylon auf der „französischen Brückenhälfte“ an der Innenseite der Geländer, während der auf der deutschen Seite außenseitig angebracht ist. Die Stromversorgung erfolgt auf Kosten Grosbliederstroffs durch das französische Unternehmen EDF.
Die Feier zum 40. Jahrestag des ersten Nachkriegs-Brückenbaus begingen am 5. Mai 2004 mehrere hundert offizielle Vertreter aus 77 Gemeinden und Kommunalverbänden des Großraums Saarbrücken/Moselle-Est dem Anlass gemäß: Sie unterzeichneten mitten auf der Brücke eine Resolution, in der sie Ziele der weiteren, grenzüberschreitenden Zusammenarbeit in diesem „Eurodistrikt“ innerhalb der Europaregion Saar-Lor-Lux formulierten.

## Die Brücke als kultureller Ort
1987 stellte die Gemeinde Kleinblittersdorf an der seit Schengen (1985) überflüssig gewordenen Grenzabfertigungsanlage am Ostende der Straßenbrücke B51/N61 auf einem Findling eine von Wolfram Huschens geschaffene Kupferblech-Plastik auf, in der zwei ineinander greifende, unvollständig radförmige Körper das historische Mit- und Gegeneinander der benachbarten deutschen und französischen Regionen symbolisieren sollen. Betitelt ist das Werk „Grenze zwischen Deutschland und Frankreich“.
Anlässlich des Jahrestags der deutschen Befreiung am 8. Mai 2007 wurden zwischen Klein- und Großblittersdorf die ersten vier Stationen des Kulturhauptstadt-Projekts hArt an der Grenze eröffnet, bis Ende August 2007 wurden Brücke und einstiges Grenzhäuschen „mit Kunst bespielt“. Zu dem Projekt gehören Objekte wie die lebensgroßen Fotos von Künstlern in Uniformen der ehemaligen Zollbeamten und eine Performance von Bernd Wegener unter dem Titel „Le son du vent“ (deutsch: Der Klang des Windes), für die Glocken zwischen die ähnlich geformten Brückenlampen gehängt wurden.
1982 hatte die lokale Karnevalsgesellschaft „Grünschnäbel“ das bei Niedrigwasser gerade 30 m² große Saarinselchen zwischen den beiden Orten zum „Freistaat Carnevalis“ ausgerufen und seither darauf jährlich Prominente – darunter Willy Millowitsch, Oskar Lafontaine, Ephraim Kishon, Lilo Pulver und Wim Thoelke – zum Doctorus humoris causa gekürt. Dazu war es nicht selten erforderlich gewesen, dass die Teilnehmer der Titelverleihung Gummistiefel anzogen, während die Zuschauer auf der Brücke der Zeremonie trockenen Fußes beiwohnen konnten. 2007 fand die närrische Veranstaltung wegen des Alterungsprozesses der „Grünschnäbel“ zum letzten Mal statt, möglicherweise nutzen die zukünftigen Besitzer den im Juni und Juli 2007 bei eBay versteigerten „Freistaat“ weiterhin öffentlichkeitswirksam.

## Weitere Freundschaftsbrücken zwischen Saarland und Lothringen
Die Brücke ist nicht erst durch den Akt vom Mai 2004 zu einem Symbol der Zusammenarbeit zwischen den ehemaligen Feindnationen geworden – und zum Vorbild für weitere „Brücken der Freundschaft“ zwischen Saarland und Lothringen mit ähnlicher Geschichte:
- Zwischen Großrosseln und Petite-Rosselle, in der frühen Neuzeit als Rosseln noch vereint, existiert über der Rossel ein gleichnamiges Bauwerk, auf dem die Bewohner beider Orte seit 1980 alljährlich ein Nachbarschaftsfest feiern.[16]
- 1999 entstand zwischen Fürweiler und dem französischen Schwerdorff eine Brücke der Freundschaft,[17] die ebenfalls einen 1944 zerstörten Vorgänger ersetzte und über den Diersdorfer Bach hinweg zwei Orte verbindet, die seit 1816 durch geänderte Grenzen getrennt sind.[18]
- Seit 1990 verbindet eine Fußgängerbrücke die Dörfer Bliesmengen-Bolchen auf deutscher und Blies-Schweyen auf französischer Seite. Zum 25-jährigen Jubiläum wurde diese auf den Namen Fährmannsbrücke getauft. Der Name erinnert an einen Fährmann, der hier einst auf Zuruf Passagiere mit einem kleinen Boot über die Blies brachte.[19]
- Schließlich führt zwischen Habkirchen und Frauenberg eine Europäische Freundschaftsbrücke über die Blies.[20]